# Phanotea simoni
Phanotea simoni is een spinnensoort uit de familie van de Zoropsidae.
De wetenschappelijke naam van de soort werd in 1951 gepubliceerd door Reginald Frederick Lawrence.